# Manfredo Kraemer
Manfredo Kraemer, né le 27 octobre 1960 à Buenos Aires, est un violoniste et chef d'ensemble germano-argentin.

## Carrière
Manfredo Kraemer étudie le violon à Córdoba en argentine. Particulièrement fasciné par le répertoire des XVIIe et XVIIIe siècles, il se rend au conservatoire de Cologne pour y étudier le violon baroque avec Franzjosef Maier. En 1985, il est l'un des membres fondateurs du Concerto Köln et à partir de 1986, il joue dans l'ensemble Musica Antiqua de Cologne sous la direction de Reinhard Goebel, par intermittence en tant que soliste et accompagnateur. En 1991, Jordi Savall  l'invite dans son ensemble Le Concert des Nations et Hespèrion XX en tant que premier violon, une tâche qu'il effectue régulièrement à ce jour. Il participe à d'innombrables concerts et enregistrements en tant que premier violon au sein de nombreux ensembles baroques, sous la direction de chefs tels que William Christie, Marc Minkowski, Jos van Immerseel, Frans Brüggen, René Jacobs, Gabriel Garrido et biens d'autres. 
En 1996, avec le violoniste d'origine argentine, Pablo Valetti, il fonde l'ensemble The Rare Fruits Council. Juste après sa création, l'ensemble enregistre deux recueils de Biber, « Harmonia artificioso-ariosa  » et les « Sonatae tam aris quam aulis servientes  », qui trouvent une reconnaissance mondiale. En 2001 il fonde l'orchestre baroque argentin, « La Barroca del Suquía », dont il est le premier violon et le chef d'orchestre. 
Dans les années 1990, Kraemer a enseigné aux Conservatoires d'Hilversum et de Caen. Depuis 2002, il est professeur de violon baroque à l'Escuela Superior de Música de Catalunya de Barcelone. Il donne régulièrement de nombreuses classes de maître, en Europe, en Corée et en Amérique du Nord et du Sud.